# Karl Philipp Heinrich Rode
Karl Philipp Heinrich Rode (* 1. Juni 1818 in Magdeburg; † 7. Juni 1886 in Berlin) war ein preußischer Generalmajor und Kommandeur der Stammdivision der Flotte der Ostsee.

## Leben

### Herkunft
Seine Eltern waren der Oberstleutnant der Artillerie Bernhard Ludwig Rode (1777–1848) und dessen Ehefrau Friederike Dorothea, geborene von Pöppinghaus (1790–1858).

### Militärkarriere
Rode besucht das Pädagogium in Halle und trat nach seinem Abschluss am 1. Oktober 1835 als Kanonier in die 8. Kompanie der 3. Artilleriebrigade der Preußischen Armee ein. Von 1836 bis 1839 war er zur weiteren Ausbildung an die Vereinigte Artillerie- und Ingenieurschule kommandiert. In dieser Zeit wurde er am 15. August 1837 zum Portepeefähnrich befördert, am 21. September 1838 als Sekondeleutnant zunächst aggregiert und am 4. Oktober 1838 mit Patent einrangiert. Am 7. Januar 1840 erfolgte seine Ernennung zum Artillerieoffizier. Vom 1. März 1843 bis zum 31. März 1845 konnte er an den Vorträgen an der Bauschule und dem Gewerbeinstitut in Berlin teilhaben. Am 1. April 1845 wurde Rode zur Artillerie-Revisionskommission kommandiert. Am 14. März 1846 wurde er in die 3. Artilleriebrigade aggregiert und in der Feuerwerker-Abteilung eingesetzt. Er wurde am 4. April 1850 zum Premierleutnant befördert und als Führer der 2. Kompanie in das Marinekorps versetzt. Dort wurde er am 17. April 1852 Hauptmann und am 13. Mai 1852 zum Chef der 2. Kompanie des Seebataillons ernannt. Am 26. Januar 1857 zum Major befördert, wurde Rode Führer der Marinereserve und Seewehr. Unter Belassung in seiner Stellung wurde er am 18. Oktober 1861 zum Oberstleutnant und dazu à la suite des Seebataillons gestellt. Er bekam am 17. März 1863 den Charakter als Oberst und wurde am 14. April Kommandeur der Stammdivision der Flotte der Ostsee, dazu blieb er à la suite des Seebataillons. Am 22. Januar 1865 bekam er das Ritterkreuz des Königlichen Hausordens von Hohenzollern und am 1. Januar 1867 auch das Patent als Oberst. Noch am 18. Januar 1871 bekam er den Charakter als Generalmajor, bevor er am 27. Februar 1872 mit Pension zur Disposition gestellt wurde. Noch am 16. September 1879 erhielt er den Roten Adlerorden II. Klasse mit Eichenlaub. Er starb am 7. Juni 1886 in Berlin.
Sein Kommandeur der Major Scherbening schrieb 1847 in seiner Beurteilung: Dieser Offizier macht sich durch ein bescheidenes Benehmen, eine moralische gute Führung, Diensteifer, Fleiß, Umsicht und Zuverlässigkeit vorteilhaft bemerkbar und ist durch seine im Gewerbeinstitut erworbenen technischen Kenntnisse dem Feuerwerkslaboratorium sehr nützlich.